# Can Serra (Argelaguer)
Can Serra és una masia gòtica al veïnat del Guilar (Argelaguer, la Garrotxa) inclosa a l'Inventari del Patrimoni Arquitectònic de Catalunya. Josep Murlà digué: "Al cim de la muntanya, en indret estratègic, s'aixecà una força, dita Albis, que durat els segles XII al XIV fou residència de la família noble d'igual nom". No es tractarà del mateix edifici?.
Casa ubicada a poca distància del temple de la Mare de Déu del Guilar. És de planta rectangular i teulat a dues aigües, amb els vessants vers les façanes laterals. Disposa de baixos, destinats al bestiar, i pis, amb escala de pedra interior. Va ser construïda amb carreus poc escairats, llevats dels emprats per fer els cantons i l'emmarcament de les obertures. Disposa de molts afegits posteriors a la fàbrica primitiva, com una eixida coberta a la façana nord o cabanes al costat sud.
De Can Serra del Guilar cal destacar-ne la façana de migdia que conserva un bonic finestral de línies gòtiques i una àmplia porta adovellada que dona accés a l'edifici. A l'interior, dins els estables, es conserva una gran llar de foc feta de carreus molt ben tallats.